# تذكرة السامع والمتكلم (كتاب)
تذكرة السامع والمتكلم في آداب العالم والمتعلم هو كتاب من تأليف بدر الدين بن جماعة ويُعد من كتب الإرشاد التعليمي المؤلفة في القرن الثامن الهجري، المنتشرة بين طلبة العلم والمؤلفين في مناهج وطرق التدريس والدراسات التربوية، كما يعد مرجعًا للقائمين على عملية التعليم وشؤون الطلاب والمعلمين والمتعلمين؛ لما اشتمل عليه من تفاصيل في آداب المتعلم وإرشادات للمعلم، مع حرص على الاستدلال والتمثيل.

## وصف
تناول فيه المؤلف جملة من الآداب التي لا بد للعالم والمتعلم أن يلتزم بها. وقد ألفه بدر الدين محمد بن إبراهيم بن سعد الله بن جماعة، أبو عبد الله الكناني الحموي، عمل قاضيًا في بلاد الشام ومصر، وخطيبًا في المسجد الأقصى والجامع الأزهر والجامع الأموي، (639 هـ- 733 هـ) نهاية القرن السابع وبداية القرن الثامن الهجري.

### موضوعات الكتاب
رتب المؤلف الكتاب على خمسة أبواب تحيط بمقصود الكتاب، وهي:
- الباب الأول: في فضل العلم والعلماء وفضل تعليمه وتعلمه.
- الباب الثاني: في آداب العالم في نفسه، ومع طلبته، ودرسه.
- الباب الثالث: في آداب المتعلم في نفسه، ومع شيخه، ورفقته، ودرسه.
- الباب الرابع: في آداب التعامل مع الكتاب والمكتبة.
- الباب الخامس: في أدب سكنى المدارس، وما يتعلق بها من النفائس.

قال عبد السلام عمر: «فنقلنا من أدب مع رب العباد، وأدب مع العباد، إلى أدب مع ما يؤنس من الجماد (الكتاب)، وما ترك المسكن المرتاد (المدارس)، حتى أعطى كل ذي حق حقه، فأنصف للشيخ من تلميذه، وأنصف للتلميذ من شيخه».

### منهج المؤلف في الكتاب
قد أوضح ابن جماعة منهجه في الكتاب بقولهِ:
«وجمعت ذلك مما اتفق في المسموعات، أو سمعته من المشايخ السادات، أو مررت به في المطالعات، أو استفدته في المذاكرات، وذكرته محذوف الأسانيد والأدلة، كيلا يطول على مطالعه أو يمله.
وقد جمعت فيه بحمد الله تعالى من تفاريق آداب هذه الأبواب مالم أره مجموعًا في كتاب وقدمت على ذلك مختصرًا في فضل العلم والعلماء...».

## أهمية الكتاب وقيمته العلمية
تبرز أهمية الكتاب وقيمته من الجوانب الآتية:
1. أنه يبرز أهمية العلم وفضل تعلمه وتعليمه، مستدلًّا بذلك من القرآن والسنة وأقوال العلماء؛ مما يشكل حافزًا ودافعًا للطلاب للإقبال على طلب العلم.
2. أنه يضع منهجًا للمعلم والعالم في آداب تعامله مع نفسه، وطلابه، ومادته العلمية التي يقوم بتدريسها.
3. أنه يضع منهجًا تربويًّا للمتعلم في كيفية تأدبه وتعامله مع نفسه، ومعلمه، وما يتعلمه من علم، والمكان الذي ينهل منه المعرفة والعلم.
4. أنه يبني منهجًا وضوابط للتعامل مع الكتب التي هي آلة العلم، في كيفية حملها وضبطها ووضعها وشرائها وإعارتها ونسخها وغير ذلك.
5. يبين للعالم وطالب العلم ما يجب أن يتصف ويتحلى به من أداب سكنى المدارس والجامعات.
6. كما أن الكتاب امتاز بأسلوب جميل في العرض، ووضوح في العبارات.
7. يظهر لنا مما سبق أن ابن جماعة تطرق إلى الحياة الإيمانية والروحية للعالم والمتعلم، كما تطرق إلى الحياة الاجتماعية، وكذا لم يغفل الجوانب الإدارية، فهذا الكتاب يعد مرجعًا مهمًّا للمعلمين، وطلاب العلم، والتربويين، والمسؤولين عن التعليم.

## أقوال العلماء عن الكتاب
قال عبد السلام عمر: «فكان من كرم الكريم أن تدارك هذا النقص كوكبة من العلماء العاملين، بعضهم بالتصنيف، والآخر بالتدريس، فلاح في الأفق بصيص نور من هنا، وآخر من هناك، تارة من أقاصي المغرب بحافظه العلم الميمون المحرر في نقله في جامع بيان العلم وفضله، وتارة من المشرق بحافظه العلم المأمون ذي القلم الماتع في الجامع لأخلاق الراوي وأدب السامع، فجمعا في الجامعين ما تفرق من أدب نافع، فلم يتركا الاستدراك من بعدها لجامع».

## طبعات الكتاب
الكتاب له طبعات عدة، منها:
- طبعة مكتبة الضياء لتحقيق التراث، بتحقيق: عبد السلام عمر علي.
- طبعة دار اللباب، بتحقيق محمد بركات.
- طبعة دار البشائر الإسلامية، بتحقيق محمد مهدي العجمي.
- طبعة دار ابن الجوزي، بتحقيق طارق بن عبد الواحد بن علي.
- طبعة دار الآثار، بتحقيق عبد الكريم بن أحمد الحجوري.
- طبعة دار الكتب العلمية، بتحقيق محمد هاشم الندوي.

كما اعتنى صالح بن عبد الله العصيمي بشرحه كاملًا في سلسلة دروس علمية، ثم طبع هذا الشرح في كتاب.